# Боте
„Боте“ е българска телевизионна новела (комедия) от 1983 година, по сценарий на Дамян Бегунов и Иван Зоин. Режисьор Иван Зоин. Оператор е Михаил Михайлов, художник е Петър Николов. Музиката във филма е на Петър Лъджев. 
Филмът е екранизиран по произведения на Дамян Бегунов.

## Актьорски състав
| В главните роли      | Изпълнител      |
| -------------------- | --------------- |
| техникът Боте        | Иван Йорданов   |
| Гена, жената на Боте | Йорданка Цанева |
| съседът              | Тодор Иванов    |